# کلاب (بجنورد)
کلاب (بجنورد)، روستایی از توابع بخش مرکزی شهرستان بجنورد در استان خراسان شمالی ایران است.

## جمعیت
این روستا در دهستان بدرانلو قرار دارد و براساس سرشماری مرکز آمار ایران در سال ۱۳۸۵، جمعیت آن ۷۳۲ نفر (۱۹۴خانوار) بوده‌است.

## زبان
مردم این روستا کرد هستند و به زبان کردی صحبت می کنند.